# Kurt Wolf
Kurt Wolf est un musicien américain, principalement connu pour avoir officié au sein de Boss Hog.
Membre du groupe Pussy Galore, où il avait connu Cristina Martinez et Jon Spencer, il a été recruté par Cristina Martinez quand elle a fondé dans l'urgence Boss Hog pour remplacer au pied levé un groupe qui s'était décommandé pour un concert au mythique CBGB's.
Il a participé au premier extended play du groupe, Drinkin', Lechin' & Lyin' (1989, et au premier album Cold Hands en 1990. Il a ensuite quitté le groupe avec Pete Shore, Jerry Teel et Charlie Ondras, remplacés par Jens Jurgensen et Hollis Queens.